# 윤상구 (1949년)
윤상구(尹商求, 1949년 10월 29일 ~ )는 대한민국의 기업인, 사회 사업가이다. 대한민국의 전 대통령 윤보선과 신학자 겸 시민운동가 공덕귀의 장남이다. 한국내셔널트러스트 문화유산위원장, 국제로타리 제3650지구 총재, 국제로타리클럽 이사, 2016 국제로타리세계대회 호스트조직위원장 등을 역임했으며 2018년~2022년 국제로타리 재단이사로 활동하고 있다. 호는 중정(中庭), 본관은 해평(海平)이다. 서울 출신.

## 학력 및 경력

### 학력
- 미국 고등학교 졸업
- 미국 시러큐스대학 건축학과 학사·석사
- 서강대학교 경영대학원 최고경영자 과정 수료

### 경력
- 1976년 ~ 1984년 LA에서 의류업에 종사하다가 귀국
- 1985년 ~ 동서코퍼레이션 대표[1]
- 북촌문화포럼 공동위원회 위원장
- 문화유산국민신탁위원회 이사장, 동 재단 이사장
- 세계내셔널트러스트 운영위원회 위원
- 한국내셔널트러스트 문화유산위원회 위원장
- 한국내셔널트러스트 공동위원장
- 국제 로타리 비전 트레이너, 리치 아웃 투 아프리카 임시위원회 위원
- 리소스그룹 존 코디네이터
- 국제로타리클럽 제3650지구 총재
- 서울시 종로구 안동교회 장로에 선출 , 2019년 말 원로장로로 추대
- 2004년~2005년 국제로타리 3650지구(서울북부) 총재
- 2004년 7월 서울 서교동 "예" 소극장에서 "제3회 2004 청소년연극제"를 주관하였다.[2]
- 2005년 5월 20일 ~ 5월 21일 몽골을 방문, 몽골 고비 사막 황폐화, 황사 방지를 위한 방풍림 조성 사업을 주관하였다.[3]
- 2008년 미국 뉴욕시의 뉴욕한국문화원과 공동으로 '한옥 알리기' 전시회를 주관하였다.[4][5][6]
- 윤보선대통령기념사업회 이사
- 2009년-2016년 2016국제로타리세계대회 호스트조직위원회 위원장
- 2013년-2015년 국제로타리 이사
- 2018년-2022년 국제로타리재단 이사

## 상훈
- 2009년 11월 몽골 공화국 나이람달 우호 친선 훈장[7]
- 대한민국 국무총리 표창
- 대한민국 대통령 표창

## 학위
- 미국 시라큐스대학 건축학  학사·석사

## 가족
- 고조부: 윤취동
- 증조부 : 윤영렬(尹英烈, 1854년 4월 15일 ~ 1939년 11월 8일, 호는 경재(敬齋))
- 증조모 : 한진숙
- 할아버지 : 윤치소(尹致昭, 1875년 8월 25일 ~ 1944년 2월 20일, 호는 동야(東野))
- 할머니 : 이범숙(李範淑, 1876년 ~ 1969년 6월 18일, 본관은 전주, 호는 명사(明師))
- 아버지 : 윤보선(尹潽善, 1897년 8월 26일 ~ 1990년 7월 18일, 호는 해위(海葦), 독립운동가 겸 정치인, 제2대 서울시장, 상공장관, 제4대 대통령)
- 어머니 : 공덕귀(孔德貴, 1911년 4월 21일 ~ 1997년 11월 24일, 신학자 겸 정치인, 전도사, 시민사회운동가)
  - 동생 : 윤동구(尹同求, 1952년 7월 12일 - , 미국 프레비던스대학 졸, 설치미술가, 한국예술종합학교 조형예술과 교수)
  - 누나 : 윤완구(尹琓求, 1913년 12월 31일 ~ 2007년 3월 26일)
  - 매형 : 남흥우(南興祐, 일본식 이름: 南煒, 영문명:Nam Heung-woo, 1913년 6월 7일 ~ 2012년 10월 6일)
  - 누나 : 윤완희(尹完嬉, 1918 - 2020)
  - 매형 :  신준호(申俊浩), 독립운동가 신규식의 아들(1916 - 1978)
- 처 : 양은선(梁恩仙, 1954년 - )
  - 아들 : 윤일영
  - 딸 : 윤영란
    - 손자 : 윤정섭, 윤유섭
    - 손녀 : 문현주, 문현진
- 외할아버지 : 공도빈 (孔道彬)
- 외할머니 :  방말선 (方末線)
- 진외증조부 : 이재룡(李載龍, 중추원 의관 역임, 할머니 이범숙의 친정아버지)

## 기타
2004년부터 2011년까지 수십 차례에 걸쳐 몽골 고비사막 현장을 방문, 로타리의 방풍림 조성사업을 추진했으며 몽골 선천성 심장병 어린이 수술사업 등에도 참여하였다.

## 같이 보기
| - 윤보선 - 공덕귀 - 양은선 - 윤동구 - 윤치오 - 남흥우 - 신준호 - 윤인구 - 윤치영 - 윤영렬 - 윤치호 | - 시라큐스 대학 - 국제로터리클럽 - 한옥 - 몽골 - 제2공화국 - 김준하 - 신규식 - 장면 - 윤동구 |